# Johnny Wahlqvist
Johnny Wahlqvist, född 5 augusti 1973 i Trelleborg, död 30 januari 2017 i Ystad, var en svensk styrkelyftare som tävlade för Simrishamns AK och tillhörde världseliten inom den sporten. Han innehade ett VM-guld, tre EM-guld och 17 SM-guld. Han började träna i Simrishamns AK vid 10 års ålder med föräldrarnas tillåtelse.
Han var 176 centimeter lång och vägde som mest (2012) 185 kg och 2016 155 kg 
Personbästa på tävling är: 
- knäböj: 415 kilo
- bänkpress: 346 kg (med bänktröja)
- marklyft: 335 kg.

Sammanlagt: 1 021 kg på en kroppsvikt av cirka 170 kg.  

## Tävlingsresultat
| Klubb           | Förbund         | År              | Tävlingsort           | Viktklass       | Resultat (kg)   | Resultat (kg)   | Resultat (kg)   | Resultat (kg)   |
| Klubb           | Förbund         | År              | Tävlingsort           | Viktklass       | Knäböj          | Bänkpress       | Marklyft        | Sammanlagt      |
| VM i styrkelyft | VM i styrkelyft | VM i styrkelyft | VM i styrkelyft       | VM i styrkelyft | VM i styrkelyft | VM i styrkelyft | VM i styrkelyft | VM i styrkelyft |
| --------------- | --------------- | --------------- | --------------------- | --------------- | --------------- | --------------- | --------------- | --------------- |
| Lunds TK        | IPF             | 2008            | St. Johns, Kanada     | 125+            | 390,00          | 332,50          | 280,00          | 1002,50         |
| VM i bänkpress  |                 |                 |                       |                 |                 |                 |                 |                 |
| Lunds TK        | IPF             | 2008            | Prag, Tjeckien        | 125+            |                 | 325,00          |                 |                 |
| EM i bänkpress  |                 |                 |                       |                 |                 |                 |                 |                 |
| Lunds TK        | IPF             | 2008            | Bratislava, Slovakien | 125+            |                 | 330,00          |                 |                 |

### Övrigt om tävlingarna
- 2009 års VM i styrkelyft blev utan svenska deltagare på grund av föregående terrorism i Indien, se Bombdådet i Jaipur 2008 och Terroristattackerna i Bombay 2008[11]
- Det uppmärksammade[12] europarekordlyftet 2010[13] blev inte officiellt.[14]

## TV-medverkan
- Wahlqvist deltog i audition i Talang 2007. Han gick inte vidare.[15]
- Den 22 mars 2010 medverkade Wahlqvist i ett inslag i tv-programmet Boston Tea Party (avsnitt 4, säsong 3). Temat för avsnittet var "manligt och kvinnligt" och syftade till att diskutera manligheten i det faktum att Wahlqvist då fortfarande bodde hemma hos sin mor.[16]
- 2010 års tv-dokumentär Schwarzenegger och jag i TV4[17]

## Utmärkelser
- 2006 års idrottare i Eskilstuna.[18]
- Årets Simrishamnare 2009[19]